# W16 (silnik)

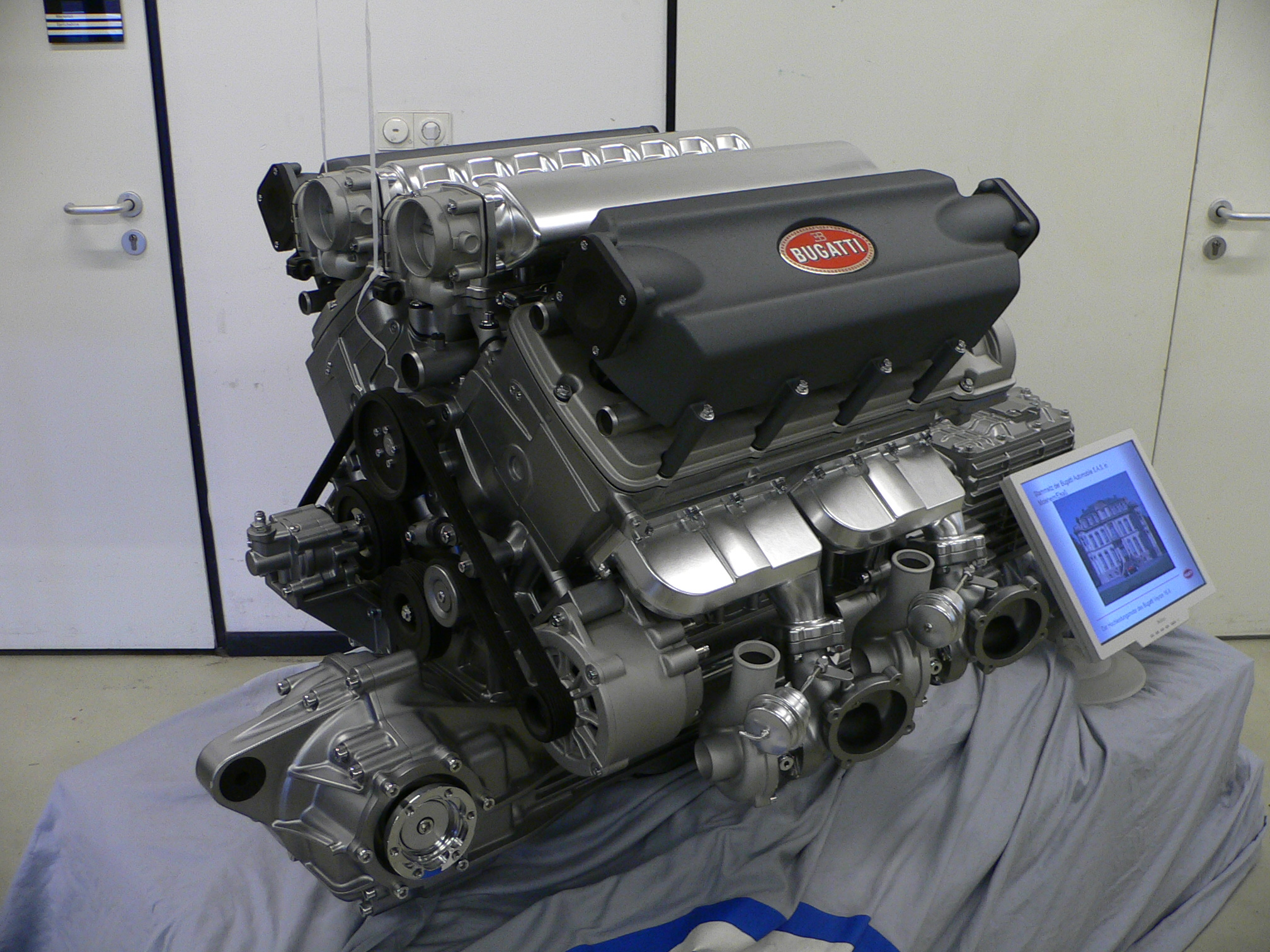
Jednostka W16 pochodząca od Bugatti Veyrona

W16 – oznaczenie silnika widlastego o układzie W składającego się z 16 cylindrów. Przypomina w przekroju 2 złączone jednostki VR8, a patrząc wzdłużnie - dwie jednostki W8. Zaczęto go stosować w latach 90. Najczęściej kąt zawarty pomiędzy rzędami cylindrów wynosi 90°. Jedynym producentem silnika jest marka Volkswagen. Najsłynniejszymi pojazdami mającym za napęd ten silnik są Bugatti 16.4 Veyron oraz jego następcą Bugatti Chiron. Inne, nie produkowane seryjnie to Jimenez Novia i Bentley Hunaudières, (samochody koncepcyjne). Zaletą są kompaktowe wymiary jednostki jak na parametry. Największą wadą jednostki, poza olbrzymim zużyciem paliwa, są problemy z odprowadzaniem ciepła. Przy zabudowie centralnej przekłada się to na potrzebę większej ilości chłodnic niż w klasycznych jednostkach napędowych.